# Списак утакмица фудбалске репрезентације Србије
Фудбалска репрезентација Србије је репрезентација под контролом Фудбалског савеза Србије. ФИФА и УЕФА третирају репрезентацију Србије као наследницу репрезентација Краљевине Југославије (1918—1941, до 1921. као Краљевство СХС, 1921—1929. као Краљевина СХС), СФР Југославије (1943—1992, до 29. новембра 1945. као ДФ Југославија, 29. новембар 1945—1963. као ФНР Југославија), СР Југославије (1992—2003) и Србије и Црне Горе (2003—2006).
Следи списак утакмица и резултати фудбалске репрезентације Србије од 2006. године

## Списак утакмица

### Легенда
| Боје |          |
| ---- | -------- |
|      | Победа   |
|      | Нерешено |
|      | Пораз    |

## 2006.
| Датум              | Место                   | Гледалаца | Противник  | Резултат | Стрелци за Србију                              | Такмичење                 |
| 18. август 2006.   | Ухерско Храдиште, Чешка | 8.047     | Чешка      | 3:1      | Лазовић (41.) Пантелић (54.) Тришовић (72.)    | Пријатељска               |
| 2. септембар 2006. | Београд, Србија         | -         | Азербејџан | 1:0      | Жигић (72.)                                    | Квалификације за ЕП 2008. |
| 6. септембар 2006. | Варшава, Пољска         | 5.000     | Пољска     | 1:1      | Лазовић (71.)                                  | Квалификације за ЕП 2008. |
| 7. октобар 2006.   | Београд, Србија         | 35.000    | Белгија    | 1:0      | Жигић (54.)                                    | Квалификације за ЕП 2008. |
| 11. октобар 2006.  | Београд, Србија         | 20.000    | Јерменија  | 3:0      | Станковић (54. пен.) Лазовић (62.) Жигић (90.) | Квалификације за ЕП 2008. |
| 15. новембар 2006. | Београд, Србија         | 12.000    | Норвешка   | 1:1      | Видић (6.)                                     | Пријатељска               |

## 2007.
| Датум               | Место                | Гледалаца | Противник   | Резултат | Стрелци за Србију                                                         | Такмичење                 |
| 24. март 2007.      | Алмати, Казахстан    | 15.000    | Казахстан   | 1:2      | Жигић (68.)                                                               | Квалификације за ЕП 2008. |
| 28. март 2007.      | Београд, Србија      | 51.338    | Португалија | 1:1      | Јанковић (37.)                                                            | Квалификације за ЕП 2008. |
| 2. јун 2007.        | Хелсинки, Финска     | 33.615    | Финска      | 2:0      | Јанковић (3.) Јовановић (86.)                                             | Квалификације за ЕП 2008. |
| 22. август 2007.    | Брисел, Белгија      | 19.202    | Белгија     | 2:3      | Кузмановић (73, 90+1.)                                                    | Квалификације за ЕП 2008. |
| 8. септембар 2007.  | Београд, Србија      | 15.000    | Финска      | 0:0      |                                                                           | Квалификације за ЕП 2008. |
| 12. септембар 2007. | Лисабон, Португалија | 47.000    | Португалија | 1:1      | Ивановић (88.)                                                            | Квалификације за ЕП 2008. |
| 13. октобар 2007.   | Јереван, Јерменија   | 10.000    | Јерменија   | 0:0      |                                                                           | Квалификације за ЕП 2008. |
| 17. октобар 2007.   | Баку, Азербејџан     | 9.000     | Азербејџан  | 6:1      | Д. Тошић (4.) Жигић (22, 42.) Јанковић (41.) Смиљанић (75.) Лазовић (84.) | Квалификације за ЕП 2008. |
| 21. новембар 2007.  | Београд, Србија      | 3.000     | Пољска      | 2:2      | Жигић (69.) Лазовић (71.)                                                 | Квалификације за ЕП 2008. |
| 24. новембар 2007.  | Београд, Србија      | 400       | Казахстан   | 1:0      | Остапенко (79') (а. г.)                                                   | Квалификације за ЕП 2008. |

## 2008.
| Датум               | Место                 | Гледалаца | Противник     | Резултат | Стрелци за Србију                                                  | Такмичење                 |
| 6. фебруар 2008.    | Скопље, Македонија    | 10.000    | Македонија    | 1:1      | Лазовић (43.)                                                      | Пријатељска               |
| 26. март 2008.      | Одеса, Украјина       | 8.000     | Украјина      | 0:2      |                                                                    | Пријатељска               |
| 24. мај 2008.       | Даблин, Ирска         | 42.500    | Ирска         | 1:1      | Пантелић (75.)                                                     | Пријатељска               |
| 28. мај 2008.       | Бургхаузен, Немачка   | 4.030     | Русија        | 1:2      | Пантелић (40.)                                                     | Пријатељска               |
| 31. мај 2008.       | Гелзенкирхен, Немачка | 53.951    | Немачка       | 1:2      | Јанковић (19.)                                                     | Пријатељска               |
| 6. септембар 2008.  | Београд, Србија       | 9.615     | Фарска Острва | 2:0      | Јакобсен (30.) (а. г.) Жигић (88.)                                 | Квалификације за СП 2010. |
| 10. септембар 2008. | Сен Дени, Француска   | 53.027    | Француска     | 1:2      | Ивановић (75.)                                                     | Квалификације за СП 2010. |
| 11. октобар 2008.   | Београд, Србија       | 22.000    | Литванија     | 3:0      | Ивановић (6.) Красић (34.) Жигић (82.)                             | Квалификације за СП 2010. |
| 15. октобар 2008.   | Беч, Аустрија         | 47.998    | Аустрија      | 3:1      | Красић (15.) Јовановић (18.) Обрадовић (24.)                       | Квалификације за СП 2010. |
| 19. новембар 2008.  | Београд, Србија       | 7.000     | Бугарска      | 6:1      | Јовановић (9, 26.) Милошевић (28, 34.) Милијаш (57.) Лазовић (67.) | Пријатељска               |
| 14. децембар 2008.  | Анталија, Турска      | -         | Пољска        | 0:1      |                                                                    | Пријатељска               |

## 2009.
| Датум              | Место                   | Гледалаца | Противник     | Резултат | Стрелци за Србију                                                 | Такмичење                 |
| 10. фебруар 2009.  | Никозија, Кипар         | 250       | Кипар         | 2:0      | Јовановић (25.) Лазовић (42.)                                     | Пријатељска               |
| 11. фебруар 2009.  | Никозија, Кипар         | 200       | Украјина      | 0:1      |                                                                   | Пријатељска               |
| 28. март 2009.     | Констанца, Румунија     | 15.000    | Румунија      | 3:2      | Јовановић (18.) Стојка (44.) (а.г.) Ивановић (59.)                | Квалификације за СП 2010. |
| 1. април 2009.     | Београд, Србија         | 17.890    | Шведска       | 2:0      | Жигић (1.) Јанковић (82.)                                         | Пријатељска               |
| 6. јун 2009.       | Београд, Србија         | 52.000    | Аустрија      | 1:0      | Милијаш (7. пен.)                                                 | Квалификације за СП 2010. |
| 10. јун 2009.      | Торсхавн, Фарска Острва | 2.896     | Фарска Острва | 2:0      | Јовановић (44.) Суботић (69.)                                     | Квалификације за СП 2010. |
| 12. август 2009.   | Преторија Јужна Африка  | 10.000    | Јужна Африка  | 3:1      | Тошић (56, 77.) Лазовић (69.)                                     | Пријатељска               |
| 9. септембар 2009. | Београд, Србија         | 49.456    | Француска     | 1:1      | Милијаш (12. пен.)                                                | Квалификације за СП 2010. |
| 10. октобар 2009.  | Београд, Србија         | 39.839    | Румунија      | 5:0      | Жигић (37.) Пантелић (50.) Кузмановић (78.) Јовановић (87, 90+3.) | Квалификације за СП 2010. |
| 14. октобар 2009.  | Каунас, Литванија       | 2.000     | Литванија     | 1:2      | Тошић (60.)                                                       | Квалификације за СП 2010. |
| 14. новембар 2009. | Белфаст, Северна Ирска  | 13.500    | Северна Ирска | 1:0      | Лазовић (57.)                                                     | Пријатељска               |
| 18. новембар 2009. | Лондон, Енглеска        | 8.000     | Јужна Кореја  | 1:0      | Жигић (7.)                                                        | Пријатељска               |

## 2010.
| Датум              | Место                       | Гледалаца | Противник     | Резултат       | Стрелци за Србију                                         | Такмичење                 |
| 3. март 2010.      | Алжир, Алжир                | 65.000    | Алжир         | 3:0            | Пантелић (16.) Кузмановић (55.) Тошић (65.)               | Пријатељска               |
| 7. април 2010.     | Осака, Јапан                | 46.270    | Јапан         | 3:0            | Мрђа (15, 23.) Томић (60.)                                | Пријатељска               |
| 29. мај 2010.      | Клагенфурт, Аустрија        | 14.000    | Нови Зеланд   | 0:1            |                                                           | Пријатељска               |
| 2. јун 2010.       | Куфштајн, Аустрија          | 4.000     | Пољска        | 0:0            |                                                           | Пријатељска               |
| 5. јун 2010.       | Београд, Србија             | 20.000    | Камерун       | 4:3            | Красић (16.) Станковић (25.) Милијаш (44.) Пантелић (45.) | Пријатељска               |
| 13. јун 2010.      | Преторија, Јужна Африка     | 38.833    | Гана          | 0:1            |                                                           | Светско првенство 2010.   |
| 18. јун 2010.      | Порт Елизабет, Јужна Африка | 38.294    | Немачка       | 1:0            | Јовановић (38.)                                           | Светско првенство 2010.   |
| 23. јун 2010.      | Мбомбела, Јужна Африка      | 37.836    | Аустралија    | 1:2            | Пантелић (84.)                                            | Светско првенство 2010.   |
| 11. август 2010.   | Београд, Србија             | 10.000    | Грчка         | 0:1            |                                                           | Пријатељска               |
| 3. септембар 2010. | Торсхавн, Фарска Острва     | 1.847     | Фарска Острва | 3:0            | Лазовић (14.) Станковић (18.) Жигић (90+1.)               | Квалификације за ЕП 2012. |
| 7. септембар 2010. | Београд, Србија             | 24.028    | Словенија     | 1:1            | Жигић (86.)                                               | Квалификације за ЕП 2012. |
| 8. октобар 2010.   | Београд, Србија             | 12.000    | Естонија      | 1:3            | Жигић (60.)                                               | Квалификације за ЕП 2012. |
| 12. октобар 2010.  | Ђенова, Италија             | 30.000    | Италија       | '0:3 службено' |                                                           | Квалификације за ЕП 2012. |
| 17. новембар 2010. | Софија, Бугарска            | 1.500     | Бугарска      | 1:0            | Жигић (80.)                                               | Пријатељска               |

## 2011.
| Датум              | Место                          | Гледалаца | Противник     | Резултат | Стрелци за Србију                           | Такмичење                 |
| 9. фебруар 2011.   | Тел Авив, Израел               | 6.000     | Израел        | 2:0      | Тошић (22.) Тривуновић (77.)                | Пријатељска               |
| 25. март 2011.     | Београд, Србија                | -         | Северна Ирска | 2:1      | Пантелић (65.) Тошић (74.)                  | Квалификације за ЕП 2012. |
| 29. март 2011.     | Талин, Естонија                | 5.185     | Естонија      | 1:1      | Пантелић (38.)                              | Квалификације за ЕП 2012. |
| 3. јун 2011.       | Сеул, Јужна Кореја             | 40.000    | Јужна Кореја  | 1:2      | Петровић (85.)                              | Пријатељска               |
| 7. јун 2011.       | Мелбурн, Аустралија            | 28.150    | Аустралија    | 0:0      |                                             | Пријатељска               |
| 10. август 2011.   | Москва, Русија                 | 27.000    | Русија        | 0:1      |                                             | Пријатељска               |
| 2. септембар 2011. | Белфаст, Северна Ирска         | 15.148    | Северна Ирска | 1:0      | Пантелић (67.)                              | Квалификације за ЕП 2012. |
| 6. септембар 2011. | Београд, Србија                | 7.500     | Фарска Острва | 3:1      | Јовановић (6.) Тошић (23.) Кузмановић (69.) | Квалификације за ЕП 2012. |
| 7. октобар 2011.   | Београд, Србија                | 35.000    | Италија       | 1:1      | Ивановић (26.)                              | Квалификације за ЕП 2012. |
| 11. октобар 2011.  | Марибор, Словенија             | 9.848     | Словенија     | 0:1      |                                             | Квалификације за ЕП 2012. |
| 11. новембар 2011. | Сантијаго де Керетаро, Мексико | 30.000    | Мексико       | 0:2      |                                             | Пријатељска               |
| 15. новембар 2011. | Сан Педро Сула, Хондурас       | 20.000    | Хондурас      | 0:2      |                                             | Пријатељска               |

## 2012.
| Датум               | Место                   | Гледалаца | Противник  | Резултат | Стрелци за Србију                                                                  | Такмичење                 |
| 28. фебруар 2012.   | Лимасол, Кипар          | -         | Јерменија  | 2:0      | Кузмановић (15.) Ивановић (30.)                                                    | Пријатељска               |
| 29. фебруар 2012.   | Лимасол, Кипар          | 250       | Кипар      | 0:0      |                                                                                    | Пријатељска               |
| 26. мај 2012.       | Санкт Гален, Швајцарска | 15.625    | Шпанија    | 0:2      |                                                                                    | Пријатељска               |
| 31. мај 2012.       | Ремс, Француска         | 18.000    | Француска  | 0:2      |                                                                                    | Пријатељска               |
| 5. јун 2012.        | Стокхолм, Шведска       | 20.691    | Шведска    | 1:2      | Суботић (27.)                                                                      | Пријатељска               |
| 15. август 2012.    | Београд, Србија         | 5.000     | Ирска      | 0:0      |                                                                                    | Пријатељска               |
| 8. септембар 2012.  | Глазгов, Шкотска        | 47.369    | Шкотска    | 0:0      |                                                                                    | Квалификације за СП 2014. |
| 11. септембар 2012. | Нови Сад, Србија        | 10.660    | Велс       | 6:1      | Коларов (16.) Тошић (24.) Ђуричић (39.) Тадић (55.) Ивановић (80.) Сулејмани (90.) | Квалификације за СП 2014. |
| 12. октобар 2012.   | Београд, Србија         | 21.650    | Белгија    | 0:3      |                                                                                    | Квалификације за СП 2014. |
| 16. октобар 2012.   | Скопље, Македонија      | 26.181    | Македонија | 0:1      |                                                                                    | Квалификације за СП 2014. |
| 14. новембар 2012.  | Санкт Гален, Швајцарска | 1.000     | Чиле       | 3:1      | Марковић (22.) Ђорђевић (47.) Ђуричић (59.)                                        | Пријатељска               |

## 2013.
| Датум               | Место              | Гледалаца | Противник  | Резултат | Стрелци за Србију                                                                | Такмичење                 |
| 6. фебруар 2013.    | Никозија, Кипар    | 500       | Кипар      | 3:1      | Тадић (33, 47.) Баста (70.)                                                      | Пријатељска               |
| 22. март 2013.      | Загреб, Хрватска   | 35.722    | Хрватска   | 0:2      |                                                                                  | Квалификације за СП 2014. |
| 26. март 2013.      | Нови Сад, Србија   | 6.500     | Шкотска    | 2:0      | Ђуричић (60, 65.)                                                                | Квалификације за СП 2014. |
| 7. јун 2013.        | Брисел, Белгија    | 45.844    | Белгија    | 1:2      | Коларов (87.)                                                                    | Квалификације за СП 2014. |
| 14. август 2013.    | Барселона, Шпанија | 5.000     | Колумбија  | 0:1      |                                                                                  | Пријатељска               |
| 6. септембар 2013.  | Београд, Србија    | 35.000    | Хрватска   | 1:1      | Митровић (66.)                                                                   | Квалификације за СП 2014. |
| 10. септембар 2013. | Кардиф, Велс       | 10.293    | Велс       | 3:0      | Ђорђевић (8.) Коларов (39.) Марковић (55.)                                       | Квалификације за СП 2014. |
| 11. октобар 2013.   | Нови Сад, Србија   | 10.000    | Јапан      | 2:0      | Тадић (59.) Јојић (90.)                                                          | Пријатељска               |
| 15. октобар 2013.   | Јагодина, Србија   | 8.294     | Македонија | 5:1      | Ристовски (16.) (а.г.) Баста (19.) Коларов (38. пен.) Тадић (54.) Шћеповић (74.) | Квалификације за СП 2014. |
| 15. новембар 2013.  | Дубаи, УАЕ         | 3.000     | Русија     | 1:1      | Ђорђевић (31.)                                                                   | Пријатељска               |

## 2014.
| Датум              | Место                   | Гледалаца | Противник | Резултат       | Стрелци за Србију                   | Такмичење                 |
| 5. март 2014.      | Даблин, Република Ирска | 37.243    | Ирска     | 2:1            | Макарти (48.) (а.г.) Ђорђевић (60.) | Пријатељска               |
| 26. мај 2014.      | Харисон, САД            | 2.000     | Јамајка   | 2:1            | Тадић (13.) Коларов (22.)           | Пријатељска               |
| 31. мај 2014.      | Бриџвју, САД            | 3.000     | Панама    | 1:1            | Ивановић (25.)                      | Пријатељска               |
| 6. јун 2014.       | Сао Пауло, Бразил       | 67.042    | Бразил    | 0:1            |                                     | Пријатељска               |
| 7. септембар 2014. | Београд, Србија         | 12.000    | Француска | 1:1            | Коларов (80.)                       | Пријатељска               |
| 11. октобар 2014.  | Јереван, Јерменија      | 7.500     | Јерменија | 1:1            | Тошић (90.)                         | Квалификације за ЕП 2016. |
| 14. октобар 2014.  | Београд, Србија         | 25.200    | Албанија  | '0:3 службено' |                                     | Квалификације за ЕП 2016. |
| 14. новембар 2014. | Београд, Србија         | 0         | Данска    | 1:3            | Тошић (4.)                          | Квалификације за ЕП 2016. |
| 18. новембар 2014. | Ханија, Грчка           | 3.700     | Грчка     | 2:0            | Петровић (60.) Гудељ (90.)          | Пријатељска               |

## 2015.
| Датум              | Место                  | Гледалаца | Противник   | Резултат | Стрелци за Србију                             | Такмичење                 |
| 29. март 2015.     | Лисабон, Португалија   | 58.430    | Португалија | 1:2      | Матић (61.)                                   | Квалификације за ЕП 2016. |
| 7. јун 2015.       | Санкт Пелтен, Аустрија | 2.500     | Азербејџан  | 4:1      | Ивановић (10, 63.) Љајић (55.) Марковић (89.) | Пријатељска               |
| 13. јун 2015.      | Копенхаген, Данска     | 30.887    | Данска      | 0:2      |                                               | Квалификације за ЕП 2016. |
| 4. септембар 2015. | Нови Сад, Србија       | 150       | Јерменија   | 2:0      | Хајрапетјан (22.) (а.г.) Љајић (53.)          | Квалификације за ЕП 2016. |
| 7. септембар 2015. | Бордо, Француска       | 40.000    | Француска   | 1:2      | Митровић (39.)                                | Пријатељска               |
| 8. октобар 2015.   | Елбасан, Албанија      | 12.330    | Албанија    | 2:0      | Коларов (90+1.) Љајић (90+4.)                 | Квалификације за ЕП 2016. |
| 11. октобар 2015.  | Београд, Србија        | 7.485     | Португалија | 1:2      | Тошић (65.)                                   | Квалификације за ЕП 2016. |
| 13. новембар 2015. | Острава, Чешка         | 14.975    | Чешка       | 1:4      | Шкулетић (78.)                                | Пријатељска               |

## 2016.
| Датум              | Место                  | Гледалаца | Противник       | Резултат | Стрелци за Србију                          | Такмичење                 |
| 23. март 2016.     | Познањ, Пољска         | 38.271    | Пољска          | 0:1      |                                            | Пријатељска               |
| 29. март 2016.     | Талин, Естонија        | 2.858     | Естонија        | 1:0      | Коларов (81.)                              | Пријатељска               |
| 25. мај 2016.      | Ужице, Србија          | 7.000     | Кипар           | 2:1      | Митровић (2.) Тадић (10.)                  | Пријатељска               |
| 31. мај 2016.      | Нови Сад, Србија       | 10.000    | Израел          | 3:1      | Ивановић (33.) Милуновић (74.) Тадић (88.) | Пријатељска               |
| 5. јун 2016.       | Монте Карло, Француска | 2.000     | Русија          | 1:1      | Митровић (88.)                             | Пријатељска               |
| 5. септембар 2016. | Београд, Србија        | 7.896     | Република Ирска | 2:2      | Костић (62.) Тадић (69. пен.)              | Квалификације за СП 2018. |
| 6. октобар 2016.   | Кишињев, Молдавија     | 6.192     | Молдавија       | 3:0      | Костић (19.) Ивановић (37.) Тадић (59.)    | Квалификације за СП 2018. |
| 9. октобар 2016.   | Београд, Србија        | 14.200    | Аустрија        | 3:2      | Митровић (6, 23.) Тадић (74.)              | Квалификације за СП 2018. |
| 12. новембар 2016. | Кардиф, Велс           | 32.879    | Велс            | 1:1      | Митровић (86.)                             | Квалификације за СП 2018. |
| 15. новембар 2016. | Харков, Украјина       | 30.000    | Украјина        | 0:2      |                                            | Пријатељска               |

## 2017.
| Датум              | Место                   | Гледалаца | Противник        | Резултат | Стрелци за Србију                               | Такмичење                 |
| 29. јануар 2017.   | Сан Дијего, САД         | 20.079    | Сједињене Државе | 0:0      |                                                 | Пријатељска               |
| 24. март 2017.     | Тбилиси, Грузија        | 31.328    | Грузија          | 3:1      | Тадић (44. пен.) Митровић (64.) Гаћиновић (86.) | Квалификације за СП 2018. |
| 11. јун 2017.      | Београд, Србија         | 46.673    | Велс             | 1:1      | Митровић (74.)                                  | Квалификације за СП 2018. |
| 2. септембар 2017. | Београд, Србија         | 9.974     | Молдавија        | 3:0      | Гаћиновић (20.) Коларов (30.) Митровић (81.)    | Квалификације за СП 2018. |
| 5. септембар 2017. | Даблин, Република Ирска | 50.153    | Република Ирска  | 1:0      | Коларов (55.)                                   | Квалификације за СП 2018. |
| 6. октобар 2017.   | Беч, Аустрија           | 42.400    | Аустрија         | 2:3      | Миливојевић (11.) Матић (83.)                   | Квалификације за СП 2018. |
| 9. октобар 2017.   | Београд, Србија         | 42.000    | Грузија          | 1:0      | Пријовић (74.)                                  | Квалификације за СП 2018. |
| 10. новембар 2017. | Гуангџоу, Кина          | 17.160    | Кина             | 2:0      | Љајић (20.) Митровић (69.)                      | Пријатељска               |
| 14. новембар 2017. | Улсан, Јужна Кореја     | 30.560    | Јужна Кореја     | 1:1      | Љајић (59.)                                     | Пријатељска               |

## 2018.
| Датум               | Место                | Гледалаца | Противник  | Резултат | Стрелци за Србију                                             | Такмичење                 |
| 23. март 2018.      | Торино, Италија      | 15.700    | Мароко     | 1:2      | Тадић (37.)                                                   | Пријатељска               |
| 27. март 2018.      | Лондон, Енглеска     | 3.500     | Нигерија   | 2:0      | Митровић (68, 81.)                                            | Пријатељска               |
| 4. јун 2018.        | Грац, Аустрија       | 2.000     | Чиле       | 0:1      |                                                               | Пријатељска               |
| 9. јун 2018.        | Грац, Аустрија       | 1.800     | Боливија   | 5:1      | Митровић (4, 23, 68.) Љајић (19.) Ивановић (42.)              | Пријатељска               |
| 17. јун 2018.       | Самара, Русија       | 41.432    | Костарика  | 1:0      | Коларов (56.)                                                 | Светско првенство 2018.   |
| 22. јун 2018.       | Калињинград, Русија  | 33.167    | Швајцарска | 1:2      | Митровић (5.)                                                 | Светско првенство 2018.   |
| 27. јун 2018.       | Москва, Русија       | 44.190    | Бразил     | 0:2      |                                                               | Светско првенство 2018.   |
| 7. септембар 2018.  | Виљнус, Литванија    | 4.638     | Литванија  | 1:0      | Тадић (38. пен.)                                              | УЕФА Лига нација 2018/19. |
| 10. септембар 2018. | Београд, Србија      | 15.496    | Румунија   | 2:2      | Митровић (26, 63.)                                            | УЕФА Лига нација 2018/19. |
| 11. октобар 2018.   | Подгорица, Црна Гора | 9.394     | Црна Гора  | 2:0      | Митровић (18. пен. 81.)                                       | УЕФА Лига нација 2018/19. |
| 14. октобар 2018.   | Букурешт, Румунија   | 48.513    | Румунија   | 0:0      |                                                               | УЕФА Лига нација 2018/19. |
| 17. новембар 2018.  | Београд, Србија      | 15.416    | Црна Гора  | 2:1      | Љајић (30.) Митровић (32.)                                    | УЕФА Лига нација 2018/19. |
| 20. новембар 2018.  | Београд, Србија      | 2.088     | Литванија  | 4:1      | Жулпа (51.) (а. г.) Митровић (58.) Пријовић (71.) Љајић (74.) | УЕФА Лига нација 2018/19. |

## 2019.
| Датум               | Место                  | Гледалаца | Противник   | Резултат | Стрелци за Србију                            | Такмичење                 |
| 20. март 2019.      | Волфсбург, Немачка     | 26.101    | Немачка     | 1:1      | Јовић (12.)                                  | Пријатељска               |
| 25. март 2019.      | Лисабон, Португалија   | 50.342    | Португалија | 1:1      | Тадић (7. пен.)                              | Квалификације за ЕП 2020. |
| 7. јун 2019.        | Лавов, Украјина        | 34.915    | Украјина    | 0:5      |                                              | Квалификације за ЕП 2020. |
| 10. јун 2019.       | Београд, Србија        | 0*        | Литванија   | 4:1      | Митровић (20, 34.) Јовић (35.) Љајић (90+2.) | Квалификације за ЕП 2020. |
| 7. септембар 2019.  | Београд, Србија        | 39.839    | Португалија | 2:4      | Миленковић (68.) Митровић (85.)              | Квалификације за ЕП 2020. |
| 10. септембар 2019. | Луксембург, Луксембург | 6.373     | Луксембург  | 3:1      | Митровић (36, 78.) Радоњић (55.)             | Квалификације за ЕП 2020. |
| 10. октобар 2019.   | Крушевац, Србија       | 5.000     | Парагвај    | 1:0      | Митровић (90.)                               | Пријатељска               |
| 14. октобар 2019.   | Виљнус, Литванија      | 6.373     | Литванија   | 2:1      | Митровић (36, 78.)                           | Квалификације за ЕП 2020. |
| 14. новембар 2019.  | Београд, Србија        | 1.560*    | Луксембург  | 3:2      | Митровић (11, 43.) Радоњић (70.)             | Квалификације за ЕП 2020. |
| 17. новембар 2019.  | Београд, Србија        | 4.457     | Украјина    | 2:2      | Тадић (9. пен.) Митровић (56.)               | Квалификације за ЕП 2020. |

## 2020.
| Датум              | Место                | Гледалаца | Противник | Резултат  | Стрелци за Србију                                           | Такмичење                 |
| 3. септембар 2020. | Москва, Русија       | 0*        | Русија    | 1:3       | Митровић (78.)                                              | УЕФА Лига нација 2020/21. |
| 6. септембар 2020. | Београд, Србија      | 0*        | Турска    | 0:0       |                                                             | УЕФА Лига нација 2020/21. |
| 8. октобар 2020.   | Осло, Норвешка       | 200*      | Норвешка  | 2:1       | Милинковић Савић (82, 102.)                                 | Квалификације за ЕП 2020. |
| 11. октобар 2020.  | Београд, Србија      | 0         | Мађарска  | 0:1       |                                                             | УЕФА Лига нација 2020/21. |
| 14. октобар 2020.  | Истанбул, Турска     | 519       | Турска    | 2:2       | Милинковић-Савић 22’, Митровић 49’ (пен.)                   | УЕФА Лига нација 2020/21. |
| 12. новембар 2020. | Београд, Србија      | 0         | Шкотска   | 1:1 (4:5) | Јовић (90.)                                                 | Квалификације за ЕП 2020. |
| 15. новембар 2020. | Будимпешта, Мађарска | 0         | Мађарска  | 1:1       | Радоњић 17’                                                 | УЕФА Лига нација 2020/21. |
| 18. новембар 2020. | Београд, Србија      | 0         | Русија    | 5:0       | Радоњић 10’, Јовић 25’, 45+1’, Влаховић 41’, Младеновић 64’ | УЕФА Лига нација 2020/21. |

## 2021.
| Датум              | Место                                 | Гледалаца | Противник              | Резултат | Стрелци за Србију                                          | Такмичење                 |
| 25. јануар 2021.   | Санто Доминго, Доминиканска Република | 0         | Доминиканска Република | 0:0      |                                                            | Пријатељска               |
| 28. јануар 2021.   | Панама, Панама                        | 0         | Панама                 | 0:0      |                                                            | Пријатељска               |
| 24. март 2021.     | Београд, Србија                       | 0         | Ирска                  | 3:2      | Влаховић 40’, Митровић 69’, 75’                            | Квалификације за СП 2022. |
| 27. март 2021.     | Београд, Србија                       | 0         | Португал               | 2:2      | Митровић 46’, Костић 60’                                   | Квалификације за СП 2022. |
| 30. март 2021.     | Баку, Азербејџан                      | 0         | Азербејџан             | 2:1      | Митровић 16’, 81’                                          | Квалификације за СП 2022. |
| 7. јун 2021.       | Мики, Хјого, Јапан                    | 0         | Јамајка                | 1:1      | Павловић 61’                                               | Пријатељска               |
| 11. јун 2021.      | Кобе, Јапан                           | 0         | Јапан                  | 0:1      |                                                            | Кирин куп 2021.           |
| 1. септембар 2021. | Дебрецин, Мађарска                    | -         | Катар                  | 4:0      | Куки 2’ (аг.), Јовић 18’, Влаховић 60’, Миленковић 85’     | Пријатељска               |
| 4. септембар 2021. | Београд, Србија                       | 10.078    | Луксембург             | 4:1      | Митровић 22’, 35’, Шено 82’ (аг.), Миленковић 90+6’        | Квалификације за СП 2022. |
| 7. септембар 2021. | Даблин, Република Ирска               | 25.415    | Ирска                  | 1:1      | Милинковић-Савић 20’                                       | Квалификације за СП 2022. |
| 9. октобар 2021.   | Луксембург, Луксембург                | 2.000     | Луксембург             | 1:0      | Влаховић 68’                                               | Квалификације за СП 2022. |
| 12. октобар 2021.  | Београд, Србија                       | 5.890     | Азербејџан             | 3:1      | Влаховић 30’ (пен.), 53’, Тадић 83’ (пен.)                 | Квалификације за СП 2022. |
| 11. новембар 2021. | Београд, Србија                       | -         | Катар                  | 4:0      | Лукић 45+2’, Јовић 51’, Влаховић 53’, Милинковић-Савић 83’ | Пријатељска               |
| 14. новембар 2021. | Лисабон, Португал                     | 58.873    | Португал               | 2:1      | Тадић 33’, Митровић 90’                                    | Квалификације за СП 2022. |

## 2022.
| Датум               | Место                | Гледалаца | Противник  | Резултат | Стрелци за Србију                                            | Такмичење                 |
| 24. март 2022.      | Будимпешта, Мађарска | 30.000    | Мађарска   | 1:0      | Нађ 35’ (аг.)                                                | Пријатељска               |
| 29. март 2022.      | Копенхаген, Данска   | 35.010    | Данска     | 0:3      | —                                                            | Пријатељска               |
| 2. јун 2022.        | Београд, Србија      | 9.726     | Норвешка   | 0:1      | —                                                            | УЕФА Лига нација 2022/23. |
| 5. јун 2022.        | Београд, Србија      | 10.925    | Словенија  | 4:1      | Митровић 24’, Милинковић-Савић 56’, Јовић 85’, Радоњић 90+2’ | УЕФА Лига нација 2022/23. |
| 9. јун 2022.        | Стокхолм, Шведска    | 24.123    | Шведска    | 1:0      | Јовић 45+3’                                                  | УЕФА Лига нација 2022/23. |
| 12. јун 2022.       | Љубљана, Словенија   | 13.782    | Словенија  | 2:2      | Живковић 8’, Митровић 35’                                    | УЕФА Лига нација 2022/23. |
| 24. септембар 2022. | Београд, Србија      | 14.122    | Шведска    | 4:1      | Митровић 18’, 45+1’, 48’ Лукић 70’                           | УЕФА Лига нација 2022/23. |
| 27. септембар 2022. | Осло, Норвешка       | 24.364    | Норвешка   | 2:0      | Влаховић 42’, Митровић 54’                                   | УЕФА Лига нација 2022/23. |
| 18. новембар 2022.  | Манама, Бахреин      | -         | Бахреин    | 5:1      | Тадић 8’, 50’ Влаховић 51’, Ђуричић 87’, Јовић 89’           | Пријатељска               |
| 24. новембар 2022.  | Лусаил, Катар        | 88.103    | Бразил     | 0:2      | —                                                            | Светско првенство 2022.   |
| 28. новембар 2022.  | Ел Вакра, Катар      | 39.789    | Камерун    | 3:3      | Павловић 45+1’, Милинковић-Савић 45+3’, Митровић 53’         | Светско првенство 2022.   |
| 2. децембар 2022.   | Доха, Катар          | 41.378    | Швајцарска | 2:3      | Митровић 26’, Влаховић 35’                                   | Светско првенство 2022.   |

## 2023.
| Датум               | Место                | Гледалаца | Противник        | Резултат | Стрелци за Србију               | Такмичење                 |
| 26. јануар 2023.    | Лос Анђелес, САД     | 11.475    | Сједињене Државе | 2:1      | Илић 44’, Симић 46’             | Пријатељска               |
| 24. март 2023.      | Београд, Србија      | 21.125    | Литванија        | 2:0      | Тадић 16’, Влаховић 53’         | Квалификације за ЕП 2024. |
| 27. март 2023.      | Подгорица, Црна Гора | 9.831     | Црна Гора        | 2:0      | Влаховић 78’, 90+6’             | Квалификације за ЕП 2024. |
| 16. јун 2023.       | Беч, Аустрија        | 8.854     | Јордан           | 3:2      | Ераковић 7’, Јовељић 83’, 90+4’ | Пријатељска               |
| 20. јун 2023.       | Разград, Бугарска    | 6.700     | Бугарска         | 1:1      | Лазовић 90+6’                   | Квалификације за ЕП 2024. |
| 7. септембар 2023.  | Београд, Србија      | 6.924     | Мађарска         | 1:2      | Салај 10’ (аг.)                 | Квалификације за ЕП 2024. |
| 10. септембар 2023. | Каунас, Литванија    | 8.586     | Литванија        | 3:1      | Митровић 21’, 32’, 43’          | Квалификације за ЕП 2024. |
| 14. октобар 2023.   | Будимпешта, Мађарска | 58.215    | Мађарска         | 1:2      | Живковић 33’                    | Квалификације за ЕП 2024. |
| 17. октобар 2023.   | Београд, Србија      | 25.884    | Црна Гора        | 3:1      | Митровић 9’, 73’, Тадић 77’     | Квалификације за ЕП 2024. |
| 15. новембар 2023.  | Левен, Белгија       | 0         | Белгија          | 0:1      | —                               | Пријатељска               |
| 19. новембар 2023.  | Лесковац, Србија     | 7.325     | Бугарска         | 2:2      | Вељковић 17’, Бабић 82’         | Квалификације за ЕП 2024. |

## 2024.
| Датум              | Место                 | Гледалаца | Противник  | Резултат | Стрелци за Србију                             | Такмичење                 |
| 21. март 2024.     | Москва, Русија        | -         | Русија     | 0:4      | —                                             | Пријатељска               |
| 25. март 2024.     | Ларнака, Кипар        | -         | Кипар      | 1:0      | Милинковић-Савић 7’                           | Пријатељска               |
| 4. јун 2024.       | Беч, Аустрија         | -         | Аустрија   | 1:2      | Павловић 35’                                  | Пријатељска               |
| 8. јун 2024.       | Стокхолм, Шведска     | -         | Шведска    | 3:0      | Милинковић-Савић 18’, Митровић 60’, Тадић 70’ | Пријатељска               |
| 16. јун 2024.      | Гелзенкирхен, Немачка | 48.953    | Енглеска   | 0:1      | —                                             | Европско првенство 2024.  |
| 20. јун 2024.      | Минхен, Немачка       | 63.028    | Словенија  | 1:1      | Јовић 90+5’                                   | Европско првенство 2024.  |
| 25. јун 2024.      | Минхен, Немачка       | 64.288    | Данска     | 0:0      | —                                             | Европско првенство 2024.  |
| 5. септембар 2024. | Београд, Србија       | 29.981    | Шпанија    | 0:0      | —                                             | УЕФА Лига нација 2024/25. |
| 8. септембар 2024. | Копенхаген, Данска    | 34.902    | Данска     | 0:2      | —                                             | УЕФА Лига нација 2024/25. |
| 12. октобар 2024.  | Лесковац, Србија      | 6.383     | Швајцарска | 2:0      | Елведи 45+1’ (аг.), Митровић 61’              | УЕФА Лига нација 2024/25. |
| 15. октобар 2024.  | Кордоба, Шпанија      | 20.345    | Шпанија    | 0:3      | —                                             | УЕФА Лига нација 2024/25. |
| 15. новембар 2024. | Цирих, Швајцарска     | 21.115    | Швајцарска | 1:1      | Терзић 88’                                    | УЕФА Лига нација 2024/25. |
| 18. новембар 2024. | Лесковац, Србија      | 7.295     | Данска     | 0:0      | —                                             | УЕФА Лига нација 2024/25. |

## 2025.
| Датум              | Место                  | Гледалаца | Противник | Резултат | Стрелци за Србију             | Такмичење                 |
| 20. март 2025.     | Беч, Аустрија          | 46.400    | Аустрија  | 1:1      | Самарџић 61’                  | УЕФА Лига нација 2024/25. |
| 23. март 2025.     | Београд, Србија        | 22.112    | Аустрија  | 2:0      | Максимовић 56’, Влаховић 90’  | УЕФА Лига нација 2024/25. |
| 7. јун 2025.       | Тирана, Албанија       | 20.427    | Албанија  | 0:0      | —                             | Квалификације за СП 2026. |
| 10. јун 2025.      | Лесковац, Србија       | 7.576     | Андора    | 3:0      | Митровић 12’, 24’, 53’ (пен.) | Квалификације за СП 2026. |
| 6. септембар 2025. | Рига, Летонија         |           | Летонија  |          |                               | Квалификације за СП 2026. |
| 9. септембар 2025. | Београд, Србија        |           | Енглеска  |          |                               | Квалификације за СП 2026. |
| 11. октобар 2025.  | Београд, Србија        |           | Албанија  |          |                               | Квалификације за СП 2026. |
| 14. октобар 2025.  | Андора ла Веља, Андора |           | Андора    |          |                               | Квалификације за СП 2026. |
| 13. новембар 2025. | Лондон, Енглеска       |           | Енглеска  |          |                               | Квалификације за СП 2026. |
| 16. новембар 2025. | Лесковац, Србија       |           | Летонија  |          |                               | Квалификације за СП 2026. |